# کنگول
کنگول (به لاتین: Koungheul Department) یک منطقهٔ مسکونی در سنگال است که در ناحیه کافرین واقع شده‌است. کنگول ۱۶۳٬۴۳۸ نفر جمعیت دارد.